# Francesca Puglisi
Francesca Puglisi (Fano, 7 luglio 1969) è una politica italiana, sottosegretario di Stato al ministero del lavoro e delle politiche sociali dal 16 settembre 2019 al 13 febbraio 2021 nel governo Conte II.

## Biografia
Nata nel 1969 a Fano, in provincia di Pesaro e Urbino, si è laureata con lode in economia all'Università di Bologna, ha sempre lavorato nel settore del marketing e della comunicazione.
Ha iniziato il suo impegno politico nel 1995 con i Comitati Prodi e, in quei mesi di partecipazione, ha organizzato il primo movimento dei Giovani de L'Ulivo, di cui è stata responsabile nazionale fino al 1997.
Nel 1997 aderisce al Partito Democratico della Sinistra (PDS) di Bologna, che l'anno successivo con la svolta di Massimo D'Alema dal PDS ai Democratici di Sinistra (DS) per unificare il PDS con altre forze della sinistra italiana, diventa la sezione dei DS di Bologna, di cui è stata Coordinatrice delle Donne, promuovendo l'associazione Rose Rosse.
A Bologna è stata anche consigliera comunale, dove si è impegnata a difesa della scuola pubblica.
Il 24 novembre 2009 Pier Luigi Bersani, neo-eletto segretario del Partito Democratico, la nomina nella sua segreteria nazionale come Responsabile nazionale con delega Scuola del Partito Democratico (PD), mantenendo l'incarico fino a giugno 2013.

### Elezione a senatrice
Alle elezioni politiche del 2013 è stata candidata al Senato della Repubblica, ed eletta senatrice tra le liste del PD nella circoscrizione Emilia-Romagna. Nella XVII legislatura della Repubblica è stata, oltre che componente e capogruppo della 7ª Commissione permanente Istruzione pubblica, beni culturali, della Commissione parlamentare per l'infanzia e l'adolescenza, una delle madri della riforma della Buona scuola.
Il 16 settembre 2014 ritorna nella segreteria nazionale del PD, venendo rinominata Responsabile nazionale alla Scuola, Università e Ricerca nella 2ª Segreteria "unitaria" di Matteo Renzi. È vicina alla corrente di Areadem di Dario Franceschini.
Il 19 aprile 2017 viene eletta Presidente della Commissione parlamentare di inchiesta sul femminicidio, nonché su ogni forma di violenza di genere, istituita il 24 marzo 2017 presso al Senato della Repubblica, mantenendo l'incarico fino alla fine della legislatura il 22 marzo 2018.
Alle elezioni politiche del 2018 è stata ricandidata al Senato per il PD, nel collegio plurinominale Emilia-Romagna - 01, risultando la seconda dei non eletti. Successivamente il 13 aprile si fa promotrice dell'iniziativa "Towanda Day" delle donne del PD nel Teatro de' Servi a Roma, come l'urlo di cambiamento del film Pomodori verdi fritti alla fermata del treno, per denunciare la sotto-rappresentanza femminile fra i nuovi parlamentari del PD.

### Fuori dal Parlamento
A fine maggio 2018 viene assunta a tempo determinato fino a fine anno dalla Provincia di Bolzano per “migliorare l’immagine”, ricevendo uno stipendio di circa 75mila euro lavorando da Roma.
Si candida poi alle elezioni europee del 2019 tra le liste del PD nella circoscrizione Italia nord-orientale, ma con 11.626 preferenze arriva penultima e non risulta eletta.
In seguito alla nascita del secondo governo Conte tra PD, Movimento 5 Stelle e LeU, il 13 settembre 2019 viene nominata dal Consiglio dei Ministri Sottosegretario di Stato al Ministero del lavoro e delle politiche sociali, affiancando la ministra pentastellato Nunzia Catalfo.
Il 3 marzo 2021 viene nominata a capo della segreteria tecnica del ministro dell'istruzione Patrizio Bianchi nel governo Draghi, sostituendo Vincenzo Lifranchi.

## Vita privata
Vive tra Roma, dove lavora, Bologna, dove ha la famiglia, e Fano, dove è nata.